# Голліс (Оклахома)
Голліс (англ. Hollis) — місто (англ. city) в США, в окрузі Гармон штату Оклахома. Населення — 1795 осіб (2020).

## Географія
Голліс розташований за координатами 34°41′22″ пн. ш. 99°54′56″ зх. д. / 34.68944° пн. ш. 99.91556° зх. д. (34.689431, -99.915443).  За даними Бюро перепису населення США в 2010 році місто мало площу 3,73 км², уся площа — суходіл.

### Клімат
| Клімат : Голліс                    | Клімат : Голліс | Клімат : Голліс | Клімат : Голліс | Клімат : Голліс | Клімат : Голліс | Клімат : Голліс | Клімат : Голліс | Клімат : Голліс | Клімат : Голліс | Клімат : Голліс | Клімат : Голліс | Клімат : Голліс | Клімат : Голліс |
| Показник                           | Січ.            | Лют.            | Бер.            | Квіт.           | Трав.           | Черв.           | Лип.            | Серп.           | Вер.            | Жовт.           | Лист.           | Груд.           | Рік             |
| Абсолютний максимум, °C            | 30,0            | 33,3            | 38,9            | 39,4            | 43,3            | 47,2            | 46,7            | 47,2            | 43,3            | 41,1            | 34,4            | 31,7            | 47,2            |
| Середній максимум, °C              | 10,8            | 14,3            | 19,5            | 24,4            | 28,7            | 33,4            | 36,1            | 35,2            | 30,6            | 24,7            | 16,8            | 11,4            | 23,9            |
| Середня температура, °C            | 3,4             | 6,5             | 11,3            | 16,1            | 21,2            | 26,0            | 28,6            | 27,7            | 23,3            | 16,9            | 9,6             | 4,3             | 16,3            |
| Середній мінімум, °C               | −4              | −1,3            | 3,1             | 7,8             | 13,7            | 18,6            | 21,1            | 20,1            | 16,0            | 9,1             | 2,3             | −2,7            | 8,7             |
| Абсолютний мінімум, °C             | −24,4           | −23,3           | −16,7           | −6,7            | 0,0             | 6,7             | 8,9             | 10,0            | −0,6            | −8,3            | −12,2           | −22,8           | −24,4           |
| Норма опадів, мм                   | 16              | 29              | 39              | 66              | 102             | 107             | 45              | 64              | 79              | 61              | 31              | 24              | 663             |
| ---------------------------------- | --------------- | --------------- | --------------- | --------------- | --------------- | --------------- | --------------- | --------------- | --------------- | --------------- | --------------- | --------------- | --------------- |
| Джерело: NOAA (normals, 1971–2000) |                 |                 |                 |                 |                 |                 |                 |                 |                 |                 |                 |                 |                 |

## Демографія
Згідно з переписом 2010 року, у місті мешкало 2060 осіб у 762 домогосподарствах у складі 519 родин. Густота населення становила 552 особи/км².  Було 1021 помешкання (273/км²).
Расовий склад населення:
| - 67,3 % — білих - 8,7 % — чорних або афроамериканців - 1,3 % — корінних американців - 0,3 % — азіатів - 17,6 % — осіб інших рас |

До двох чи більше рас належало 4,7 %. Частка іспаномовних становила 32,4 % від усіх жителів.
За віковим діапазоном населення розподілялося таким чином: 27,1 % — особи молодші 18 років, 56,4 % — особи у віці 18—64 років, 16,5 % — особи у віці 65 років та старші. Медіана віку мешканця становила 37,9 року. На 100 осіб жіночої статі у місті припадало 90,7 чоловіків;  на 100 жінок у віці від 18 років та старших — 92,8 чоловіків також старших 18 років.
Середній дохід на одне домашнє господарство  становив 42 694 долари США (медіана — 28 264), а середній дохід на одну сім'ю — 47 583 долари (медіана — 29 911). Медіана доходів становила 25 817 доларів для чоловіків та 24 375 доларів для жінок. За межею бідності перебувало 20,6 % осіб, у тому числі 31,0 % дітей у віці до 18 років та 11,8 % осіб у віці 65 років та старших.
Цивільне працевлаштоване населення становило 765 осіб. Основні галузі зайнятості: освіта, охорона здоров'я та соціальна допомога — 25,2 %, роздрібна торгівля — 15,0 %, публічна адміністрація — 10,2 %, сільське господарство, лісництво, риболовля — 9,0 %.